# Bingil Bay
Bingil Bay – miasto w Australii, w stanie Queensland, nad Oceanem Spokojnym.